# 1958年の音楽
1958年の音楽（1958ねんのおんがく）では、1958年（昭和33年）の世界の音楽についてまとめる。

## 概要
- 日本で、アメリカのブームから数年遅れのロカビリー・ブームが起き、平尾昌章、ミッキー・カーチス、山下敬二郎が「ロカビリー三人男」と呼ばれた。
- マーヴィン・ゲイが最初のグループでレコーディングを開始。
- オーティス・ウィリアムズ＆ザ・ディスタンツが音楽活動を開始。彼らは後にザ・プライムズと合流してザ・テンプテーションズ[注 1]となった。
- RCAが最初の「ステレオ」LPを発表。
- 日劇ウエスタン・カーニバルが開催され、若い女性を中心に1週間で4万5千人の観客を集めた。
- エルヴィス・プレスリーが陸軍に入隊した。
- ビルボード マガジンが「ホット 100」シングル チャートを発表し、リッキー・ネルソン[注 2]の「プア・リトル・フール」がビルボード・チャートで1位の大ヒットとなった。
- 12月31日 - 第9回NHK紅白歌合戦
  - トップバッター - 荒井恵子(紅)、岡本敦郎(白)
  - トリ - 美空ひばり(紅)、三橋美智也(白)

## 洋楽シングル
| - チャック・ベリー 「ジョニー・B.グッド」 - シルエッツ 「ゲット・ア・ジョブ」 - ヒューイ・"ピアノ"・スミス・アンド・ザ・クラウンズ 「ドンチュー・ジャスト・ノウ・イット」 - ヒューイ・"ピアノ"・スミス・アンド・ザ・クラウンズ 「ハイ・ブラッド・プレッシャー」 - ザ・コーデッツ 「ロリポップ」 - ニーナ・シモン 「マイ・ベイビー・ジャスト・ケアズ・フォー・ミー」 - ラリー・ウィリアムズ 「ディジー・ミス・リジー / スロウ・ダウン」 - ニール・セダカ 「恋の日記」 - エディ・コクラン 「サマータイム・ブルース」「カモン・エヴリバディ」 - リッチー・ヴァレンス 「ドナ / ラ・バンバ」 - エヴァリー・ブラザーズ 「夢を見るだけ」「バード・ドッグ」 - リトル・リチャード 「グッド・ゴーリー、ミス・モーリー」 - ポール・アンカ 「クレイジー・ラブ」 - リッキー・ネルソン 「プア・リトル・フール」「ロンサム・タウン」 - バディ・ホリー 「ハートビート」 - リトル・ウォルター 「キー・トゥ・ザ・ハイウェイ」 - ジェリー・リー・ルイス 「ブレスレス」 - ドメニコ・モドゥーニョ 「ヴォラーレ」 - サム・クック 「ロンリー・アイランド」 - コニー・フランシス 「マイ・ハピネス」 - エルヴィス・プレスリー 「ワン・ナイト」「思い出の指環」「冷たい女」 - リトル・ウィリー・ジョン「トーク・トゥ・ミー、トーク・トゥ・ミー」 | - オーティス・ラッシュ 「ダブル・トラブル」 - フランキー・アヴァロン 「ジンジャー・ブレッド」 - ジャッキー・ウィルソン 「ロンリー・ティアドロップス」 - ザ・スカイライナーズ 「シンス・アイ・ドント・ハヴ・ユー」 - ドン・ギブソン 「オー・ロンサム・ミー / 愛さずにはいられない」 - コージー・コール 「トプシー」 - コンウェイ・トゥイッティ 「思わせぶり」 - ボビー・フリーマン 「踊ろよベイビー」 - ザ・クレスツ 「シックスティーン・キャンドルズ」 - ザ・モノトーンズ 「ブック・オブ・ラブ」 - ボビー・デイ 「ロッキン・ロビン」 - シェブ・ウーリー 「ロックを踊る宇宙人」 - ボビー・ダーリン 「スプリッシュ・スプラッシュ」 - キャシー・リンデン 「ビリー」 - レイ・プライス 「シティ・ライツ」 - ジョニー・オーティス 「ウィリー・アンド・ザ・ハンド・ジャイヴ」 - キングストン・トリオ 「トム・ドゥーリー」 - ロッド・バーナード 「ディス・シュッド・ゴー・オン・フォーエヴァー」 |

## 洋楽アルバム
- チャック・ベリー – ワン・ダズン・ベリーズ
- オーネット・コールマン – Something Else!!!!
- ジョン・コルトレーン – Jazz Way Out
- John Coltrane – John Coltrane with the Red Garland Trio
- John Coltrane – Soultrane
- John Coltrane – Tanganyika Strut
- ボ・ディドリー – Bo Diddley
- ビリー・ホリディ – All or Nothing at All
- Billie Holiday – Lady in Satin
- Billie Holiday – Stay with Me

## 邦楽シングル
- 石原裕次郎「嵐を呼ぶ男」「明日は明日の風が吹く」
- 大津美子「銀座の蝶」「白い桟橋」「東京ドライブ」
- 織井茂子「夜がわらっている」
- 春日八郎「別れの燈台」「海猫の啼く波止場」
- 神戸一郎「銀座九丁目水の上」
- 清野太郎「クレイジイ・ラブ」「ロックを踊る宇宙人」
- 小坂一也「監獄ロック」「テディ・ベア」「口笛吹けば」「キャンプたのしや」
- 小林旭「ダイナマイトが百五十屯」「女を忘れろ」
- 五月みどり「お座敷ロック」
- 島倉千代子「からたち日記」「思い出さん今日は」
- 鶴田浩二「東京詩集」
- 中原美紗緒「河は呼んでいる」
- 浜村美智子「監獄ロック」
- 平尾昌章「星は何でも知っている」「ダイアナ」「監獄ロック」「リトル・ダーリン」「ルシヤ」「心のうずくとき」
- 藤本二三代「好きな人」
- フランク永井「こいさんのラブ・コール」「羽田発7時50分」「俺は淋しいんだ」「西銀座駅前」
- 松山恵子「だから云ったじゃないの」
- 美空ひばり「花笠道中」「ロカビリー剣法」
- ミッキー・カーチス「月影のなぎさ」「君は我がさだめ」
- 三波春夫「旅笠道中」
- 三橋美智也「夕焼とんび」「赤い夕陽の故郷」「民謡酒場」「センチメンタルトーキョー」
- 三船浩「夜霧の滑走路」
- 村田英雄「無法松の一生 (度胸千両入り)」
- 山下敬二郎「バルコニーに坐って／ダイアナ」「クレイジー・ラヴ」「敬ちゃんのジングルベル／ブルー・クリスマス」
- 雪村いづみ「娘サンドイッチマン」
- 若原一郎「おーい中村君」
- 和田弘とマヒナスターズ「泣かないで」

## 主な音楽賞
| 賞                                      | 受賞作・受賞者 |
| --------------------------------------- | --- |
| 第13回芸術祭賞                          | - 芸術祭賞(音楽部門) - 日本放送協会大阪中央放送局「義太夫「ほむら」」 - 石井歓「ラジオ東京 器楽と声楽による交響的組曲「アイヌによせて」」 - 奨励賞(音楽部門) - 常磐津松韻会「常磐津「三世相錦繍文章」」 - 石川潭月/稀音家六四郎「ニッポン放送 長唄「念仏浅間獄」」 - 吉住小三八「長唄「七騎落」復活演奏」 - 大野恵造「現代の吟詠をきく会」 - 株式会社文化放送「日本の笛と管弦楽のための協奏曲」 - 間宮芳生「混声合唱のためのコンポジション」 - 武満徹「NHK「管弦楽のためのソリテュード・ソノール」」 |
| 第8回サンレモ音楽祭                     | - 大賞 - ドメニコ・モドゥーニョとジョニー・ドレルリ「Nel blu dipinto di blu」 |
| 第3回ユーロビジョン・ソング・コンテスト | - 優勝者 - アンドレ・クラヴォー「お眠り、恋人よ」 |

## デビュー
- 1月 - 平尾昌晃／リトル・ダーリン、仲代達矢／男の涙
- 6月 - 伊東ゆかり／かたみの十字架/クワイ河マーチ
- 7月 - 村田英雄／無法松の一生
- 8月 - 高倉健／その灯を消すな
- 8月 - 和田弘とマヒナスターズ／泣かないで
- 9月20日 - 小林旭／女を忘れろ
- 11月 - 五月みどり／お座敷ロック
- 月日不明 - ニール・セダカ／恋の日記
- 月日不明 - 里見浩太朗／金獅子紋道中唄

## 誕生
出身地または国籍が日本である人物の国名表記は省略。
- 1958年1月2日（67歳） - ウラディーミル・オフチニコフ（、ピアニスト）
- 1月5日 - 八神純子（愛知県、シンガーソングライター）
- 1月6日 - CHAGE（福岡県、シンガーソングライター、元CHAGE and ASKA）
- 1月7日 - 三宅純（京都府、作曲家）
- 1月14日 - 亜蘭知子（青森県、作詞家）
- 1月20日 - 座光寺公明（東京都、作曲家・ピアニスト、+1987年・29歳没）
- 1月26日 - アニタ・ベイカー（、歌手）
- 1月30日 - 石川さゆり（熊本県、演歌歌手）
- 2月2日 - 山田亘（東京都、ミュージシャン）
- 2月4日 - 時任三郎（東京都、俳優・元歌手）
- 2月6日 - 石川寛門（島根県、作曲家・シンガーソングライター）
- 2月13日 - 西平彰（東京都、作曲家・アレンジャー・キーボーディスト）
- 2月14日 - 福山孝（愛知県、ピアニスト、+2017年・59歳没）
- 2月16日 - アイス-T（、ラップミュージシャン）
- 2月23日 - 今剛（北海道、ミュージシャン、PARACHUTE）
- 2月23日 - デヴィッド・シルヴィアン（、ミュージシャン、元JAPAN）
- 2月24日 - ASKA（福岡県、シンガーソングライター、元CHAGE and ASKA）
- 3月5日 - アンディ・ギブ（、歌手、+1988年・30歳没）
- 3月9日 - 未唯mie（静岡県、歌手、ピンク・レディー）
- 3月11日 - 織田哲郎（東京都、作曲家・シンガーソングライター、元スピニッヂ・パワー/元DON'T LOOK BACK）
- 3月13日 - 田中義剛（青森県、タレント・シンガーソングライター）
- 3月21日 - 出雲亮一（東京都、ギタリスト、元ラッツ&スター）
- 3月21日 - シルヴィア（大阪府、歌手、+2010年・52歳没）
- 3月25日 - 新井正人（シンガーソングライター）
- 3月30日 - 石黒ケイ（神奈川県、歌手・女優）
- 4月2日 - 伊藤咲子（東京都、歌手）
- 4月4日 - 長田進（神奈川県、歌手、Dr.StrangeLove）
- 4月4日 - デヴィッド・ロバック（、ギタリスト、マジー・スター、+2020年・61歳没）
- 4月10日 - イェフィム・ブロンフマン（、ピアニスト）
- 4月10日 - 寺嶋民哉（熊本県、作曲家）
- 4月11日 - スチュアート・アダムソン（、ギタリスト、ザ・スキッズ、+2001年・43歳没）
- 4月13日 - 萬田久子（大阪府、女優・元歌手）
- 4月14日 - 桜田淳子（秋田県、元女優・歌手）
- 4月18日 - ガビ・デルガド＝ロペス（、歌手、DAF、+2020年・61歳没）
- 4月20日 - スティーヴ エトウ（、パーカッショニスト）
- 4月24日 - 河内淳一（東京都、ギタリスト、元KUWATA BAND/元FIANCHI）
- 4月26日 - 岩本正樹（東京都、作曲家）
- 5月2日 - 秋元康（東京都、作詞家・プロデューサー）
- 5月2日 - 千田裕之（北海道、歌手）
- 5月3日 - 宮田繁男（出身地不明、ドラマー・プロデューサー、元ORIGINAL LOVE、+2014年・55歳没）
- 5月5日 - CINDY（神奈川県、シンガーソングライター、+2001年・43歳没）
- 5月5日 - そうる透（神奈川県、ドラマー、元宇崎竜童 & RUコネクション with 井上堯之）
- 5月10日 - 柴田直人（北海道、ベーシスト・作曲家）
- 5月11日 - 久保田早紀（東京都、シンガーソングライター）
- 5月12日 - エリック・シンガー（、ドラマー、キッス）
- 5月14日 - 陳淑樺（、歌手）
- 5月16日 - 武沢豊（北海道、ギタリスト、安全地帯）
- 5月18日 - 水島康宏（北海道、作曲家）
- 5月19日 - 大友直人（東京都、指揮者）
- 5月23日 - 仁支川峰子（福岡県、演歌歌手・女優）
- 5月27日 - 相本久美子（東京都、女優、タレント、歌手）
- 5月30日 - マリー・フレデリクソン（、歌手、ロクセット、+2019年・61歳没）
- 5月31日 - 生沢佑一（大阪府、シンガーソングライター）
- 6月7日 - プリンス（、歌手、+2016年・57歳没）
- 6月16日 - 葉山たけし（大阪府、アレンジャー・ミュージシャン）
- 6月17日 - 中原理恵（北海道、元歌手・女優・タレント）
- 6月30日 - エサ＝ペッカ・サロネン（、作曲家・指揮者）
- 7月2日 - 北島健二（東京都、ミュージシャン・作曲家）
- 7月6日 - 古田たかし（東京都、ドラマー、元Dr.StrangeLove）
- 7月9日 - 南流石（神奈川県、振付師、JAGATARA/Rabbit）
- 7月11日 - 栃木孝夫（東京都、ドラマー、元THE BOOM）
- 7月16日 - 山本精一（兵庫県、ミュージシャン、元ボアダムス/想い出波止場/元羅針盤/ROVO）
- 7月20日 - 北島健二（東京都、歌手、FENCE OF DEFENSE）
- 7月22日 - イヴァ・ビトヴァ（、ヴァイオリニスト）
- 7月24日 - ミック・カーン（、ベーシスト、元JAPAN、+2011年・52歳没）
- 7月26日 - アンジェラ・ヒューイット（、ピアニスト）
- 7月26日 - 高泉淳子（宮城県、女優・元歌手）
- 7月28日 - サエキけんぞう（千葉県、歌手、パール兄弟）
- 7月30日 - ケイト・ブッシュ（、歌手）
- 8月2日 - 速水奨（兵庫県、声優・歌手）
- 8月7日 - ブルース・ディッキンソン（、アイアン・メイデン）
- 8月12日 - 陣内孝則（福岡県、俳優・歌手、ザ・ロッカーズ）
- 8月13日 - 高橋ジョージ（宮城県、シンガーソングライター、THE 虎舞竜）
- 8月14日 - 井上純一（東京都、俳優・歌手）
- 8月16日 - マドンナ（、歌手）
- 8月17日 - ベリンダ・カーライル（、歌手）
- 8月22日 - イアン・ミッチェル（、ギタリスト、ベイ・シティ・ローラーズ、+2020年・62歳没）
- 8月22日 - 林アキラ（静岡県、俳優・作曲家・歌手）
- 8月22日 - 前田達也（沖縄県、歌手、元Project DMM）
- 8月23日 - 大野方栄（東京都、歌手）
- 8月23日 - 佐藤しのぶ（東京都、ソプラノ歌手・声楽家、+2019年・61歳没）
- 8月29日 - マイケル・ジャクソン（、歌手・ソングライター、+2009年・50歳没）
- 8月30日 - 西村麻聡（佐賀県、シンガーソングライター・作曲家、FENCE OF DEFENSE）
- 8月31日 - 小金沢昇司（神奈川県、演歌歌手）
- 9月2日 - 山崎春美（大阪府、歌手、ガセネタ/TACO）
- 9月3日 - 覚田修（富山県、元ミュージシャン、元BLACK CATS）
- 9月13日 - 玉置浩二（北海道、ミュージシャン・俳優、安全地帯）
- 9月17日 - マンフレート・ホーネック（、指揮者）
- 9月28日 - 和泉宏隆（東京都、ミュージシャン、元T-SQUARE）
- 9月30日 - 大江慎也（福岡県、歌手、ルースターズ）
- 10月1日 - 中村正人（東京都、ミュージシャン、DREAMS COME TRUE）
- 10月2日 - ウェイン・トゥープス（、ミュージシャン）
- 10月5日 - 豊川誕（兵庫県、歌手）
- 10月12日 - 楠均（北海道、ドラマー、くじら/元キリンジ）
- 10月13日 - 加門亮（千葉県、演歌歌手、+2020年・61歳没）
- 10月13日 - 森昌子（栃木県、演歌歌手）
- 10月15日 - 山川豊（三重県、演歌歌手）
- 10月20日 - 池畑潤二（福岡県、ドラマー、ルースターズ）
- 10月20日 - イーヴォ・ポゴレリチ（、ピアニスト）
- 10月21日 - 村上幸子（新潟県、演歌歌手、+1990年・31歳没）
- 10月22日 - 室井滋（富山県、女優・歌手）
- 10月24日 - ロバート・W・スミス（、作曲家）
- 10月27日 - サイモン・ル・ボン（、デュラン・デュラン）
- 10月28日 - ティミ・ハンセン（、ベーシスト、マーシフル・フェイト、+2019年・61歳没）
- 11月12日 - 岩崎宏美（東京都、歌手）
- 11月27日 - 小室哲哉（東京都、音楽プロデューサー・ミュージシャン、TM NETWORK/元globe）
- 11月27日 - 土居裕子（愛媛県、女優・元歌手）
- 12月5日 - 原田真二（広島県、シンガーソングライター）
- 12月8日 - 篠田昌已（東京都、ミュージシャン、JAGATARA、+1992年・34歳没）
- 12月11日 - ニッキー・シックス（、ベーシスト、モトリー・クルー）
- 12月11日 - 宮崎美子（熊本県、女優・元歌手）
- 12月13日 - 芦川よしみ（東京都、女優・元歌手）
- 12月20日 - junko（ベーシスト、打首獄門同好会）
- 12月24日 - 白都真理（福岡県、女優・元歌手）
- 12月24日 - 樋口宗孝（奈良県、ミュージシャン、元LOUDNESS/レイジー、+2008年・49歳没）
- 12月26日 - 小嶋さちほ（ベーシスト、ZELDA）
- 1958年12月29日（66歳） - 早乙女愛（鹿児島県、女優・元歌手、+2010年・51歳没）
- 月日不明 - 後藤洋（秋田県、作曲家）
- 月日不明 - 久保田慎吾（千葉県、ミュージシャン、元8 1/2/捏造と贋作）
- 月日不明 - 藤原いくろう（神奈川県、ミュージシャン）
- 月日不明 - 山口保幸（ミュージックビデオ監督）

## 死去
- 1月21日 - アタウルフォ・アルヘンタ、指揮者（* 1913年）
- 2月23日 - ユリアン・シトコヴェツキー、ヴァイオリニスト（* 1925年）
- 5月13日 - 仁木他喜雄、作曲家（* 1901年）
- 8月15日 - ビッグ・ビル・ブルーンジー、ブルースミュージシャン（* 1898年）
- 8月17日 - フローラン・シュミット（、作曲家、*1870年）
- 8月25日 - レオ・ブレッヒ、指揮者（* 1871年）
- 8月26日 - レイフ・ヴォーン・ウィリアムズ（、作曲家、*1872年）
- 11月27日 - アルトゥール・ロジンスキ（、指揮者、*1892年）
- 11月29日 - ハンス・ヘニー・ヤーン、作家・オルガン制作者（* 1894年）